# ایمنویل
ایمنویل (به فرانسوی: Émanville) یک کمون در فرانسه است که در شهرستان اور واقع شده‌است. ایمنویل ۱۰٫۷۶ کیلومتر مربع مساحت دارد و ۱۴۱ متر بالاتر از سطح دریا واقع شده‌است.